# Хайнрих Борвин I
Хайнрих Борвин I (на немски: Heinrich Borwin I, Fürst von Mecklenburg; на латински: Borwin, Burwinus, Borwinus, Boriwinus Buruwe, Henricus Buruwi, Heinricus Buriwoi, Hinricus Burwy (Burwi); * ок. 1150; † 28 януари 1227) от род Дом Мекленбург (ободрити), е от 1178 до смъртта си 1227 г. княз на Мекленбург. 

## Биография
Той е син на Прибислав († 1178), княз на племето ободрити, и на Войцлава от Померания († 1172), дъщеря на херцог Вартислав I.
Хайнрих Борвин I идва на трона през 1178 г. след смъртта на баща му. Дълго се бие против братовчед си Николаус I и известно време е в плен на датчаните. След това подкрепя в битки датчаните и през 1200 г. Кнут VI му дава от благодарност Росток. През 1203 г. получава Гадебуш и Ратцебург. През 1218/1219 г. помага на Дания при завладяването на Естония и получава отново от Померания територията на Цирципаните. Той помага на Дания и през 1225 – 1227 г. против шаенбургите.
Хайнрих Борвин I новоосновава като градове Росток и Визмар и множество манастири.

## Фамилия
Първи брак: на 30 декември 1178 г. с Матилда Саксонска († 1219), незаконна дъщеря на херцог Хайнрих Лъв от Саксония и Бавария и любовницата му Ида от Блискастел. Двамата имат децата:
- Хайнрих Борвин II (1170 – 1226), господар на Мекленбург (1219 – 1226) и господар на Росток (1225 – 1226), женен 1200 г. за Кристина от Швеция († 1248)
- Николаус (Никлот) II († 1225), господар на Гадебуш (1217 – 1225)
- Прибислав, fl 1218
- дъщеря, fl 1222 с нейния син
- Йохан, fl 1229
- Добиеслав, fl 1229

Втори брак: с Аделхайд N († сл. 7 юни 1222), с която има дъщеря:
- Елизабет (1241 – 10 февруари 1265), от 1241 абатиса на манастир Винхаузен